# 维奥莱特·奥尔尼
维奥莱特·奥尔尼（英語：Violet Olney，1911年5月22日—1999年1月3日），英国女子田径运动员，主攻短跑。她曾代表英国参加1936年夏季奥林匹克运动会田径比赛，获得女子4×100米接力银牌。